# جينيثليوس
جينيثليوس (باليونانية: Γενέθλιος)‏ هو سفسطائي عربي من البتراء، العربية البترائية.
كان جينيثليوس تلميذا من تلاميذ السفسطائي اليوناني مينيسيوس، ومن ثم أصبح هو بنفسه معلم يمارس السفسطائية والخطابة في أثينا. كان يعرف بأنه منافس للسفسطائي الشهير كالينيكوس.
 يعتقد بعض العلماء أن جينيثليوس قد يكون صاحب أول مخطوطة في ميناندر ريتور.